# Сальваторе Боккетті
Сальваторе Боккетті (італ. Salvatore Bocchetti, нар. 30 листопада 1986, Неаполь) — італійський футболіст, який виступав на позиції захисника, а згодом футбольний тренер. Головний тренер клубу «Верона»

## Клубна кар'єра

### Виступи в Італії
Народився 30 листопада 1986 року в місті Наполі. Почав грати у футбол в школі Пьедімонте Д'Аліфе ді Пісчінола, команда якої виступала в чемпіонаті району. У віці 13-ти років пішов до школи клубу «Асколі», де провів чотири роки. 2005 року був відданий в оренду клубу серії C1 «Віртус Ланчано». Потім повернувся в «Асколі» та провів за клуб два матчі, дебютувавши в серії A 20 грудня 2006 року в грі з «Палермо». У січні 2007 року Боккетті був орендований клубом «Фрозіноне», який також отримав право на викуп 50% контракту гравця за 400 тис. євро. Після закінчення сезону «Фрозіноне» цим правом скористався. Сальваторе провів у команді ще один сезон, і клуб придбав інше частину трансферу за 1,5 млн євро.
19 червня 2008 року Боккетті перейшов до «Дженоа», який заплатив за половину прав на захисника 2,2 млн євро. У генуезькому клубі він склав тріо основних гравців оборони разом з центральними захисниками Маттео Феррарі та Джузеппе Б'ява. 24 березня 2010 року Боккетті забив перший гол у складі «россоблю», вразивши ворота «Палермо» (2:2). У тому ж сезоні він забив перший у кар'єрі автогол, вразивши свої ворота в матчі з «Пармою» (2:3).

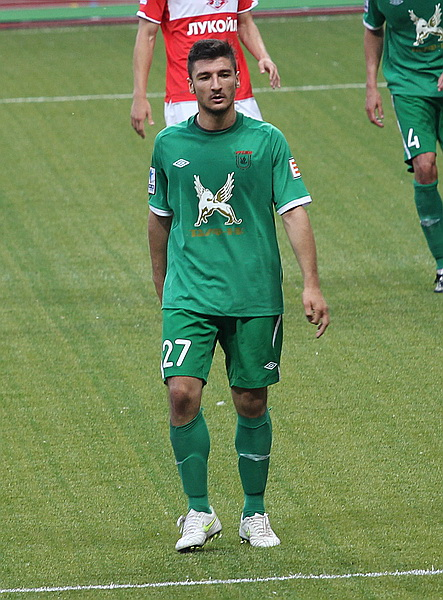
Бокетті у складі «Рубіна». 10 червня 2011 року

Влітку 2010 року «Зеніт» пропонував за Боккетті 12 млн євро, проте керівництво «Дженоа» відмовило петербуржцям. 29 серпня того ж року казанський «Рубін» підписав контракт з Боккетті на три з половиною роки. Сума трансферу склала за різними оцінками від 9,5 до 15 млн євро.

### «Рубін»
З «Рубін» Сальваторе дебютував у матчі 20-го туру чемпіонату Росії з пермським «Амкаром». Вийшовши на заміну на 77-й хвилині, Боккетті першим же дотиком забив гол після подачі кутового, проте суддя цієї зустрічі Володимир Петтай не зарахував його через порушення правил. 25 вересня Боккетті забив перший гол за «Рубін», принісши перемогу його команді над «Аланією». У 23 турі в матчі проти «Сибіру» Боккеті забив свій другий м'яч за новий клуб.
Восени 2010 року ходили чутки про перехід Боккетті в міланський «Інтер», але футболіст їх спростував. 2 жовтня 2011 року в гостьовому матчі 26-го туру чемпіонату Росії 2011/2012 проти «Томі» Боккетті оформив свій перший дубль за «Рубін», принісши казанцям перемогу з рахунком 2:0. В Кубку Росії, підігравши собі рукою, забив вирішальний м'яч у ворота «Ростова». У фінальному матчі цього турніру «Рубін» обіграв московське «Динамо» з рахунком 1:0. Боккетті вийшов на поле на 87-й хвилині та допоміг команді зберегти переможний рахунок.

### «Спартак»
25 січня 2013 року було оголошено, що московський «Спартак» і «Рубін» домовилися про трансфер Боккетті. Після успішного проходження медобстеження італієць підписав довгостроковий контракт з «червоно-білими». Починав виступи в московській команді як один з основних захисників, проте невдовзі почалися травми і протягом перших двох років у Москві італієць взяв участь лише у 28 іграх в усіх турнірах. Першу половину 2015 року провів на батьківщині, де на умовах оренди грав за «Мілан», після чого повернувся до «Спартака». Влітку 2017 року подовжив свій контракт з клубом, який за два роки було розторгнуто за згодою сторін.

### «Верона»
25 червня 2019 року досвідчений захисник на правах вільного агента уклав доврічну угоду з «Вероною». У складі нової команди практично не грав і за рік, у вересні 2020, взявши за цей час участь лише у п'яти матчах, був відданий в оренду до друголігової «Пескари».

## Виступи за збірні
Протягом 2007–2009 років залучався до складу молодіжної збірної Італії.  У складі цієї збірної він переміг на турнірі в Тулоні, а також брав участь в чемпіонаті Європи 2009 року, де італійці вибули на стадії півфіналу. Всього на молодіжному рівні зіграв у 11 офіційних матчах.
2008 року захищав кольори олімпійської збірної Італії на Олімпійських іграх 2008 року у Пекіні. У складі цієї команди провів 9 матчів.
2009 року  Марчелло Ліппі викликав Боккетті в першу збірну Італії. 28 березня 2009 року в матчі з Чорногорією Боккетті залишився на лаві запасних. 10 жовтня того ж року в грі з ірландцями футболіст дебютував у національній збірній, вийшовши на заміну на 76-й хвилині. 14 жовтня 2009 року Боккетті вперше вийшов у стартовому складі збірної Італії в матчі з Кіпром.
Був включений до складу збірної Італії на чемпіонат світу 2010 року в ПАР, однак не зіграв на невдалому для італійців турнірі жодного матчу. Був у попередній заявці на Євро-2012, але на чемпіонат не потрапив. За два роки провів у формі головної команди країни 5 матчів.

## Статистика виступів

### Статистика клубних виступів
| Сезон                 | Команда               | Чемпіонат             | Чемпіонат | Чемпіонат | Національний кубок | Національний кубок | Національний кубок | Континентальні кубки | Континентальні кубки | Континентальні кубки | Інші змагання | Інші змагання | Інші змагання | Усього | Усього |
| Сезон                 | Команда               | Ліга                  | Ігор      | Голів     | Ліга               | Ігор               | Голів              | Ліга                 | Ігор                 | Голів                | Ліга          | Ігор          | Голів         | Ігор.  | Голів  |
| --------------------- | --------------------- | --------------------- | --------- | --------- | ------------------ | ------------------ | ------------------ | -------------------- | -------------------- | -------------------- | ------------- | ------------- | ------------- | ------ | ------ |
| 2005–06               | «Віртус Ланчано»      | C1                    | 22        | 1         | КІ                 | 0                  | 0                  | -                    | -                    | -                    | -             | -             | -             | 22     | 1      |
| 2006-січ. 2007        | «Асколі»              | A                     | 2         | 0         | КІ                 | 0                  | 0                  | -                    | -                    | -                    | -             | -             | -             | 2      | 0      |
| січ.-черв. 2007       | «Фрозіноне»           | B                     | 17        | 2         | КІ                 | 0                  | 0                  | -                    | -                    | -                    | -             | -             | -             | 17     | 2      |
| 2007–08               | «Фрозіноне»           | B                     | 38        | 2         | КІ                 | 0                  | 0                  | -                    | -                    | -                    | -             | -             | -             | 38     | 2      |
| Усього за «Фрозіноне» | Усього за «Фрозіноне» | Усього за «Фрозіноне» | 55        | 4         |                    | -                  | -                  |                      | -                    | -                    |               | -             | -             | 55     | 4      |
| 2008–09               | «Дженоа»              | A                     | 32        | 0         | КІ                 | 2                  | 0                  | -                    | -                    | -                    | -             | -             | -             | 34     | 0      |
| 2009–10               | «Дженоа»              | A                     | 28        | 1         | КІ                 | 0                  | 0                  | ЛЄ                   | 7                    | 0                    | -             | -             | -             | 35     | 1      |
| Усього за «Дженоа»    | Усього за «Дженоа»    | Усього за «Дженоа»    | 60        | 1         |                    | 2                  | 0                  |                      | 7                    | 0                    |               | -             | -             | 69     | 1      |
| 2010                  | «Рубін»               | ПЛ                    | 7         | 2         | КР                 | 0                  | 0                  | ЛЧ+ЛЄ                | 6+2                  | 0                    | -             | -             | -             | 15     | 2      |
| 2011–12               | «Рубін»               | ПЛ                    | 32        | 5         | КР                 | 4                  | 1                  | ЛЧ+ЛЄ                | 3+8                  | 0                    | -             | -             | -             | 47     | 6      |
| 2012-січ. 2013        | «Рубін»               | ПЛ                    | 13        | 2         | КР                 | 1                  | 0                  | ЛЄ                   | 4                    | 0                    | СКР           | 1             | 1             | 19     | 3      |
| Усього за «Рубін»     | Усього за «Рубін»     | Усього за «Рубін»     | 52        | 9         |                    | 5                  | 1                  |                      | 23                   | 0                    |               | 1             | 1             | 81     | 11     |
| січ.-черв. 2013       | «Спартак» (Москва)    | ПЛ                    | 10        | 0         | КР                 | 0                  | 0                  | -                    | -                    | -                    | -             | -             | -             | 10     | 0      |
| 2013–14               | «Спартак» (Москва)    | ПЛ                    | 12        | 0         | КР                 | 1                  | 0                  | -                    | -                    | -                    | -             | -             | -             | 13     | 0      |
| 2014-січ. 2015        | «Спартак» (Москва)    | ПЛ                    | 3         | 0         | КР                 | 2                  | 0                  | -                    | -                    | -                    | -             | -             | -             | 5      | 0      |
| січ.-черв. 2015       | «Мілан»               | A                     | 9         | 0         | КІ                 | 0                  | 0                  | -                    | -                    | -                    | -             | -             | -             | 9      | 0      |
| 2015–16               | «Спартак» (Москва)    | ПЛ                    | 28        | 3         | КР                 | 2                  | 0                  | -                    | -                    | -                    | -             | -             | -             | 30     | 3      |
| 2016–17               | «Спартак» (Москва)    | ПЛ                    | 15        | 1         | КР                 | 0                  | 0                  | ЛЄ                   | 2                    | 0                    | -             | -             | -             | 17     | 1      |
| 2017–18               | «Спартак» (Москва)    | ПЛ                    | 12        | 1         | КР                 | 1                  | 0                  | ЛЧ+ЛЄ                | 3+1                  | 0                    | СКР           | 1             | 0             | 18     | 1      |
| 2018–19               | «Спартак» (Москва)    | ПЛ                    | 15        | 0         | КР                 | 2                  | 0                  | ЛЧ+ЛЄ                | 1+4                  | 0                    | -             | -             | -             | 23     | 1      |
| Усього за «Спартак»   | Усього за «Спартак»   | Усього за «Спартак»   | 95        | 5         |                    | 8                  | 0                  |                      | 11                   | 0                    |               | 1             | 0             | 115    | 5      |
| 2019–20               | «Верона»              | A                     | 5         | 0         | КІ                 | 0                  | 0                  | -                    | -                    | -                    | -             | -             | -             | 5      | 0      |
| серп.-вер. 2020       | «Верона»              | A                     | 0         | 0         | КІ                 | -                  | -                  | -                    | -                    | -                    | -             | -             | -             | 0      | 0      |
| Усього за «Верону»    | Усього за «Верону»    | Усього за «Верону»    | 5         | 0         |                    | 0                  | 0                  |                      | -                    | -                    |               | -             | -             | 5      | 0      |
| 2020–21               | «Пескара»             | B                     | 18        | 2         | КІ                 | 1                  | 0                  | -                    | -                    | -                    | -             | -             | -             | 19     | 2      |
| Усього за кар'єру     | Усього за кар'єру     | Усього за кар'єру     | 306       | 20        |                    | 16                 | 1                  |                      | 41                   | 0                    |               | 2             | 1             | 363    | 22     |

### Статистика виступів за збірну
| Дата       | Місто    | Господарі | Результат | Гості   | Турнір            | Голи | Примітки |
| ---------- | -------- | --------- | --------- | ------- | ----------------- | ---- | -------- |
| 10/10/2009 | Дублін   | Ірландія  | 2 – 2     | Італія  | Відбір до ЧС 2010 | -    |          |
| 14/10/2009 | Парма    | Італія    | 3 – 2     | Кіпр    | Відбір до ЧС 2010 | -    |          |
| 18/11/2009 | Чезена   | Італія    | 1 – 0     | Швеція  | товариський матч  | -    |          |
| 03/06/2010 | Брюссель | Італія    | 1 – 2     | Мексика | товариський матч  | -    |          |
| 05/06/2010 | Женева   | Швейцарія | 1 – 1     | Італія  | товариський матч  | -    |          |
| Усього     |          | Матчів    | 5         |         | Голів             | 0    |          |

## Титули і досягнення
- Чемпіон Росії (1):

«Спартак» (Москва): 2016-17
- Володар Кубка Росії (1):

«Рубін»: 2011–12
- Володар Суперкубка Росії (2):

«Рубін»: 2012
«Спартак» (Москва): 2017

### Особисті
- В символічній збірній молодіжного Євро: 2009[17]